# Arthur M. Schlesinger Jr. Award
Der Arthur M. Schlesinger Jr. Award war ein Historiker-Preis der Society of American Historians und des Franklin and Eleanor Roosevelt Institute, der mit 10.000 Dollar dotiert war und von 2008 bis 2017 jährlich für herausragende Veröffentlichungen in amerikanischer Geschichte von bleibendem öffentlichen Wirken verliehen wird. Er ist nach Arthur M. Schlesinger benannt.

## Preisträger
- 2008 William E. Leuchtenburg
- 2009 Joyce Appleby
- 2010 James MacGregor Burns
- 2011 Gordon S. Wood
- 2012 David McCullough
- 2013 Laurel Thatcher Ulrich
- 2014 James M. McPherson
- 2015 David Levering Lewis
- 2016 Anne Firor Scott
- 2017 William Cronon